# Каспар Весел
Каспар Весел (норв. Caspar Wessel; Вестби, 8. јун 1745 — Копенхаген, 25. март 1818) је био норвешко-дански математичар.
Весел је рођен у Јонсруду, Вестби, Акерсхус, Норвешка. 1763. године, завршивши средњу школу, отишао је у Данску на даље студије (у то време, Норвешка није имала универзитет). 1778. је стекао звање candidatus juris. Од 1794, међутим, радио је као геодета (од 1798. као Краљевски инспектор геодезије).
Математички аспект геодезије га је навео да истражује геометријски значај комплексних бројева. Његов кључни рад, Om directionens analytiske betegning, је објавила 1799. Краљевска данска академија наука. Како је рад био на данском, прошао је готово незапажено, и на исте резултате су касније независно дошли Арганд и Гаус.
Веселово првенство у идеји комплексног броја као тачке у комплексној равни је данас опште прихваћено. Његов рад је поново издат у француском преводу 1899, а на енглеском 1999, под насловом On the analytic representation of direction (ed. J. Lützen et al.).
Старији брат Каспара Весела, Јохан Херман Весел, је био велико име у норвешкој и данској књижевности.